# Amiga mía (canción de Los Prisioneros)
«Amiga mía» es la segunda pista del álbum Corazones del grupo chileno Los Prisioneros.

## Canción
Esta es una canción de amor intenso, con una letra profunda, muy expuesta a lo sexual y con cierto desgarro. De ella puede llegar a colegirse que esa supuesta amiga amada por Jorge González en ese entonces era Claudia Carvajal, la esposa de Claudio Narea. A pesar de que «Amiga mía» no fue lanzada como un sencillo promocional, es una de las canciones más queridas por los seguidores de la banda.
Los Prisioneros tocaron Amiga mía entre 1990 y 1991. La volvieron a tocaron entre 2003 y 2006. Jorge González interpretó la canción en varios conciertos solistas, entre 1998 y 2017.

## Versiones
Javiera Mena grabó un cover de «Amiga mía» para la banda sonora de la película Joven y alocada (2012).

## Video
- Video no oficial